# 픽셀플러스
픽셀플러스(Pixelplus Co. Ltd.)는 대한민국의 팹리스 반도체 기업으로 미지센서와 영상처리 IC 설계를 전문으로 한다. 본사는 제2 판교 테크노밸리 (경기도 성남시 수정구 금토로 40번길 30)에 위치해 있으며 대표이사는 이서규이다.

## 상장
2015년 6월 12일 공모가 30,000원에 상장하였다.

## 참고문헌
1. ↑  <코>픽셀플러스, 현재가 5.73% 급등, 매일, 2024.01.03
2. ↑  픽셀플러스, +3.33% 상승폭 확대, 조선비즈, 2024.01.03
3. ↑  현대비앤지스·틸디티앤씨·픽셀플러스 등 12종목 상한가, 셀트리온·제주반도체·에스유홀딩스 큰 폭 상승 마감, 영남일보, 2024-01-02